# Calvi dell'Umbria
Calvi dell'Umbria is een gemeente in de Italiaanse provincie Terni (regio Umbrië) en telt 1860 inwoners (31-12-2004). De oppervlakte bedraagt 45,8 km², de bevolkingsdichtheid is 41 inwoners per km².

## Demografie
Calvi dell'Umbria telt ongeveer 783 huishoudens. Het aantal inwoners steeg in de periode 1991-2001 met 0,4% volgens cijfers uit de tienjaarlijkse volkstellingen van ISTAT.
| Jaar | Inwoneraantal |
| ---- | ------------- |
| 1991 | 1823          |
| 2001 | 1830          |

## Geografie
De gemeente ligt op ongeveer 401 m boven zeeniveau.
Calvi dell'Umbria grenst aan de volgende gemeenten: Configni (RI), Gallese (VT), Magliano Sabina (RI), Montebuono (RI), Narni, Otricoli, Stroncone, Torri in Sabina (RI), Vacone (RI).
Acquasparta · Allerona · Alviano · Amelia · Arrone · Attigliano · Avigliano Umbro · Baschi · Calvi dell'Umbria · Castel Giorgio · Castel Viscardo · Fabro · Ferentillo · Ficulle · Giove · Guardea · Lugnano in Teverina · Montecastrilli · Montecchio · Montefranco · Montegabbione · Monteleone d'Orvieto · Narni · Orvieto · Otricoli · Parrano · Penna in Teverina · Polino · Porano · San Gemini · San Venanzo · Stroncone · Terni
1. ↑  https://demo.istat.it/?l=it.